# Prince Albert

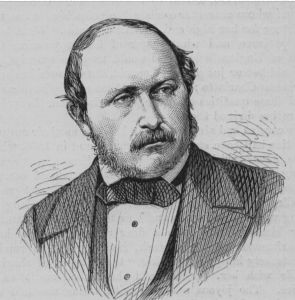
Príncipe Alberto de Sajonia-Coburgo-Gotha, Príncipe Consorte de la Reina Victoria y homónimo de la ciudad elegida por el Reverendo Nisbet

Prince Albert  es la tercera ciudad más grande de Saskatchewan, Canadá, a por detrás de Saskatoon y Regina. Se encuentra ubicada cerca del centro geográfico de la provincia.

## Eventos
- 1993 Juegos Indígenas de América del Norte
- Copa Mundial de Softbol Masculino Sub-18 2018 .
- La ciudad será la sede de la Copa Mundial de Softbol Masculino 2025, con la fase de grupos teniendo lugar en julio de 2024 y la final en julio de 2025. La competición se llevará a cabo en el Prime Minister's Park.[3]